# Olympische Sommerspiele 1900/Leichtathletik – Kugelstoßen (Männer)
Das Kugelstoßen der Männer bei den Olympischen Spielen 1900 in Paris wurde am 14. und 15. Juli 1900 im Croix Catelan ausgetragen. Zunächst gab es einen Vorkampf, am nächsten Tag fand das Finale statt. Gestoßen wurde aus einem abgesteckten Quadrat mit einer Seitenlänge von 2,13 Metern. Die Weiten aus Qualifikation und Finale wurden gemeinsam gewertet.
Es gab einen Dreifacherfolg für die Athleten aus den Vereinigten Staaten. Olympiasieger wurde Richard Sheldon. Josiah McCracken belegte den zweiten Platz vor Robert Garrett.

## Rekorde
Die damals bestehenden Weltrekorde waren noch inoffiziell.
| Weltrekord         | 14,75 m | George Gray    | Kanada | 1898                                |
| Olympischer Rekord | 11,22 m | Robert Garrett | USA    | Athen (Griechenland), 7. April 1896 |

Folgende Rekorde wurden in dieser Disziplin bei den Olympischen Spielen 1900 gebrochen oder eingestellt:
| OR | 13,80 m | Richard Sheldon | USA | Qualifikation, 14. Juli |
| OR | 14,10 m | Richard Sheldon | USA | Finale, 15. Juli        |

## Medaillen
Wie schon bei den I. Olympischen Spielen vier Jahre zuvor gab es jeweils eine Silbermedaille für den Sieger und Bronze für den zweitplatzierten Athleten. Der Sportler auf Rang drei erhielt keine Medaille.

## Ergebnisse
Die besten fünf Sportler (farbig unterlegt) qualifizierten sich für das Finale, das am nächsten Tag stattfand. Allerdings wurden die in der Qualifikation erzielten Weiten mit in das Gesamtresultat übernommen.

### Qualifikation
Sa. 14. Juli 1900
| Platz | Athlet                     | Land         | Weite (m)  |
| ----- | -------------------------- | ------------ | ---------- |
| 01    | Richard Sheldon            | USA          | 13,80 (OR) |
| 02    | Josiah McCracken           | USA          | 12,85      |
| 03    | Robert Garrett             | USA          | 12,35      |
| 04    | Rezső Crettier             | Ungarn       | 11,58      |
| 05    | Panagiotis Paraskevopoulos | Griechenland | 11,29      |
| 06    | Gustaf Söderström          | Schweden     | 11,18      |
| 07    | Artúr Coray                | Ungarn       | 11,13      |
| 08    | Truxtun Hare               | USA          | 10,92      |
| 09    | August Nilsson             | Schweden     | 10,86      |
| 10    | Charles Winckler           | Dänemark     | 10,76      |
|       | Sotirios Versis            | Griechenland | k. A.      |

Ob der Sotirios Grieche Versis am Wettkampf teilnahm und ob er eine gültige Weite erzielte, ist unklar.

### Resultat nach Qualifikation und Endkampf
Finale: So. 15. Juli 1900
| Platz | Athlet                     | Land         | Weite (m)  |
| ----- | -------------------------- | ------------ | ---------- |
| 01    | Richard Sheldon            | USA          | 14,10 (OR) |
| 02    | Josiah McCracken           | USA          | 12,85      |
| 03    | Robert Garrett             | USA          | 12,35      |
| 04    | Rezső Crettier             | Ungarn       | 12,07      |
| 05    | Panagiotis Paraskevopoulos | Griechenland | 11,52      |
| 06    | Gustaf Söderström          | Schweden     | 11,18      |
| 07    | Artúr Coray                | Ungarn       | 11,13      |
| 08    | Truxtun Hare               | USA          | 10,92      |
| 09    | August Nilsson             | Schweden     | 10,86      |
| 10    | Charles Winckler           | Dänemark     | 10,76      |
|       | Sotirios Versis            | Griechenland | k. A.      |

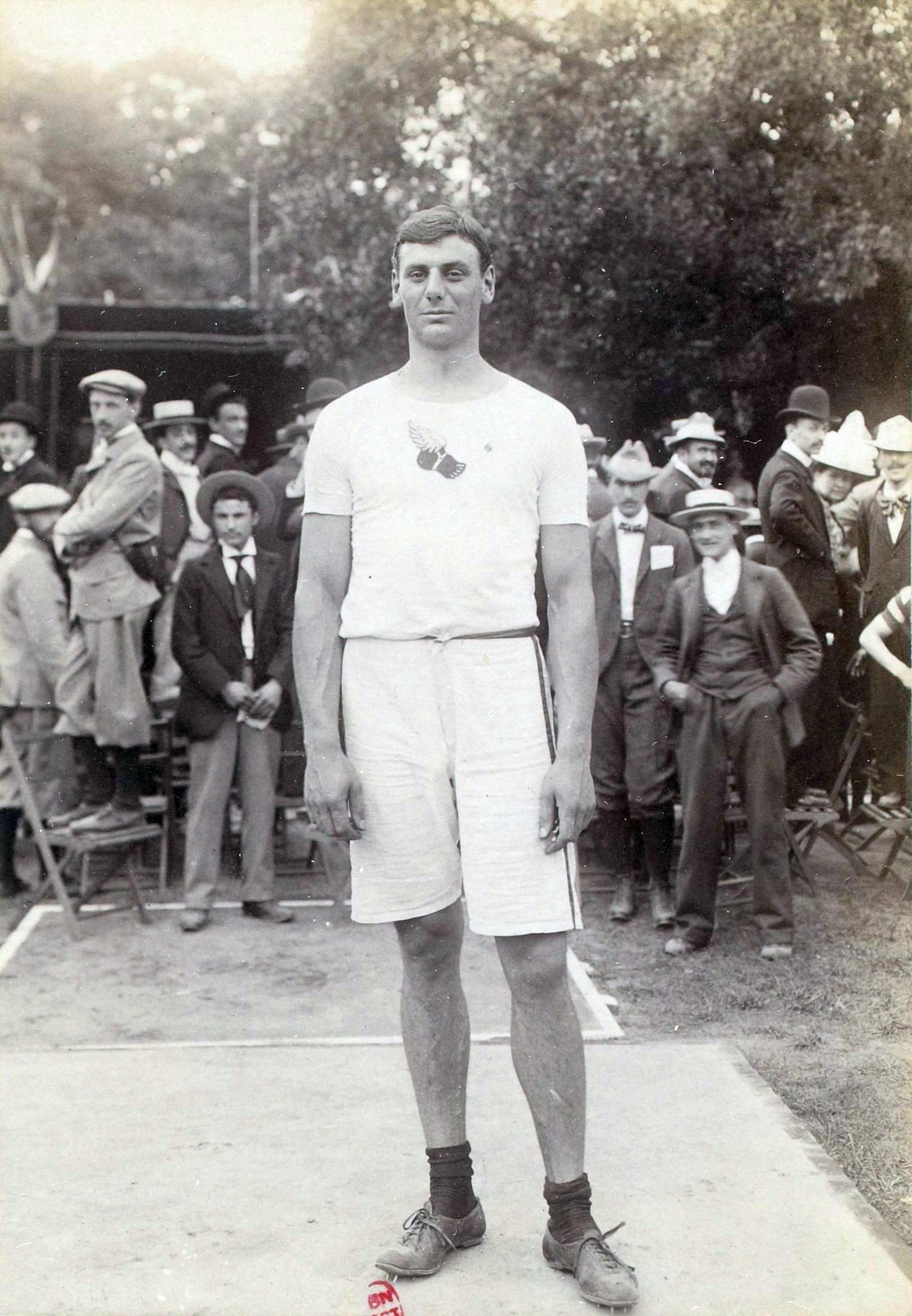
Olympiasieger Richard Sheldon – auch Dritter im Diskuswurf

Josiah McCracken und Robert Garrett nahmen aus religiösen Gründen nicht am sonntags ausgetragenen Finale teil. Während Richard Sheldon seine Weite vom Vortag noch um 30 cm übertraf, blieben seine beiden Landsleute ohne weitere Versuche auf den Plätzen zwei und drei. Der Ungar Rezső Crettier und der Grieche Panagiotis Paraskevopoulos verbesserten sich gegenüber dem Vortag zwar in ihren Weiten, konnten aber keine Plätze gutmachen. Garrett hatte schon 1896 in Athen gewonnen und verpasste mit seiner Nichtteilnahme am Finale die Chance, als erster Athlet der Geschichte Olympiasieger bei zwei Olympischen Spielen zu werden.
Wie schon vier Jahre zuvor fehlte auch hier in Paris der Ire Denis Horgan. Er hatte den neuen Olympiasieger Richard Sheldon im Olympiajahr bereits geschlagen und verfügte über eine persönliche Bestleistung von 14,68 m aus dem Jahr 1897.
Die Angaben aus den eingesetzten Quellen weichen hier wieder einmal voneinander ab. Das scheint jedoch daran zu liegen, dass bei zur Megede die Leistungen aus dem Vorkampf nur für die Plätze zwei und drei Berücksichtigung fanden und für die weiteren Platzierungen alleine die Ergebnisse aus dem Finaltag herangezogen wurden.

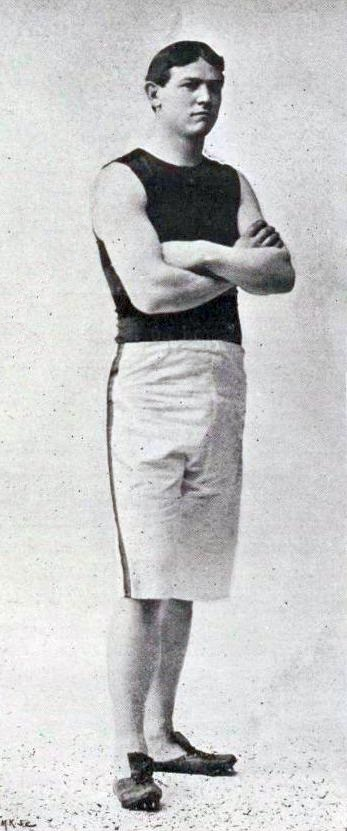
Der Olympiazweite Josiah McCracken
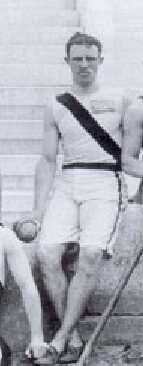
Robert Garrett – 1896 Doppelolympiasieger im Kugelstoßen und Diskuswurf – kam auf den dritten Platz
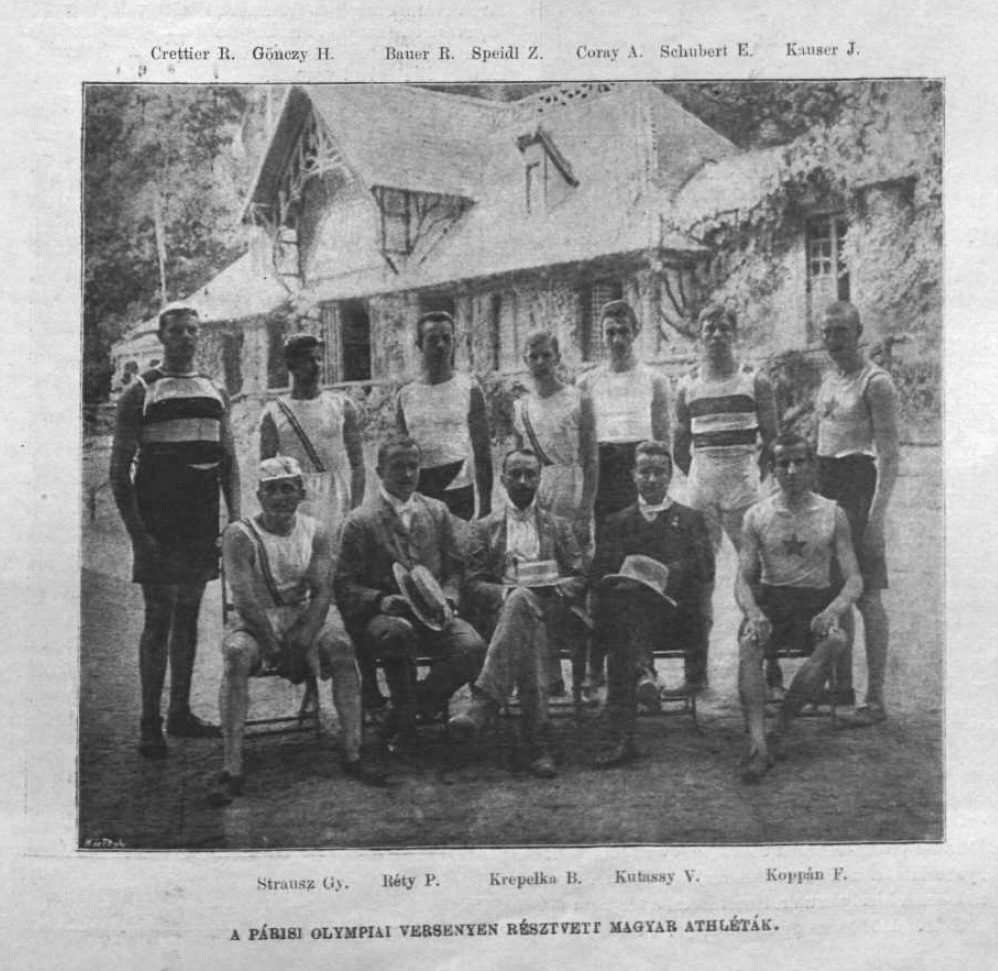
Das ungarische Olympiateam mit dem Olympiavierten Rezső Crettier (obere Reihe, ganz links) und dem Siebten Artúr Coray (obere Reihe, Dritter von rechts)
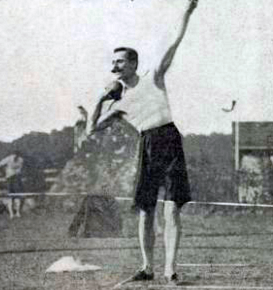
Der Grieche Panagiotis Paraskevopoulos belegte den fünften Platz
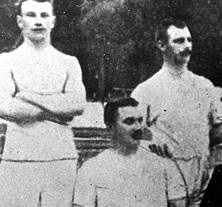
Drei schwedische Olympiateilnehmer mit dem Kugelstoß-Sechsten Gustaf Söderström (rechts) und dem Neunten August Nilsson (Mitte)
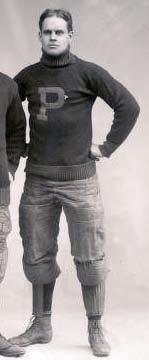
Truxtun Hare, Hammerwurf-Zweiter, kam auf den achten Platz
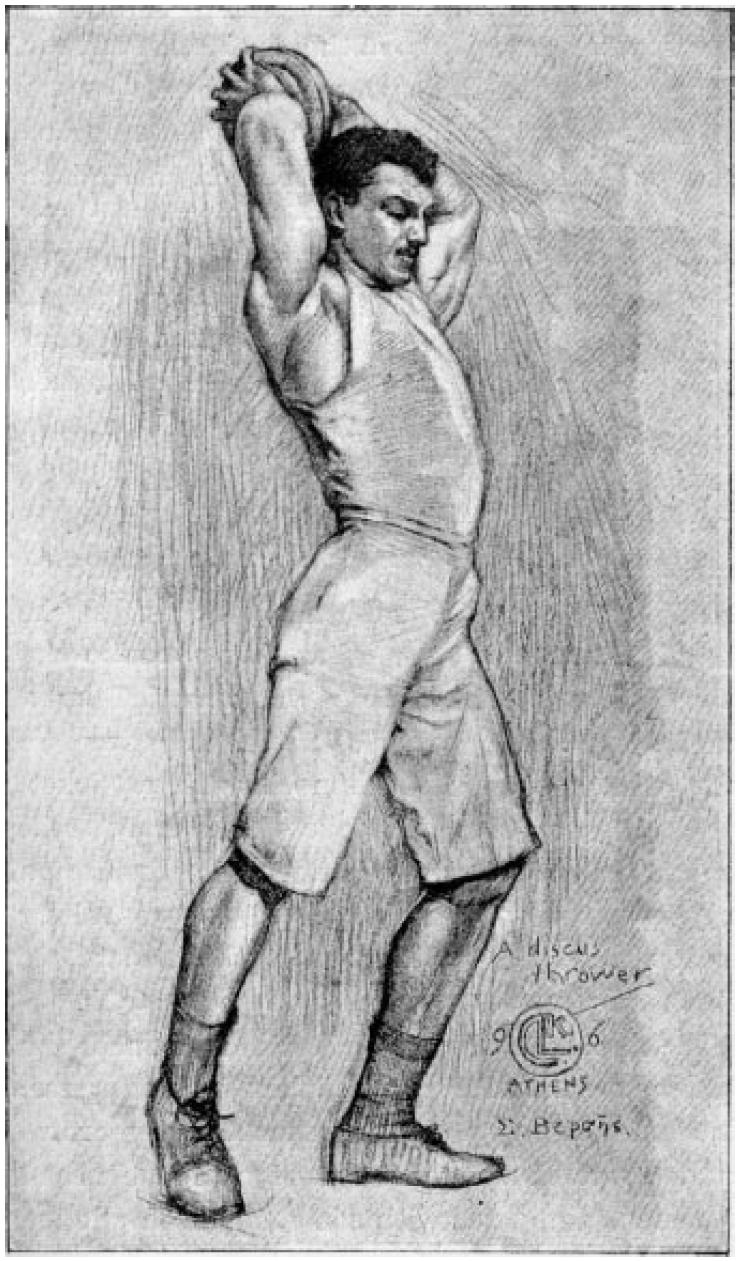
Ob der Diskuswurf-Olympiadritte von 1896 unter den Kugelstoß-Teilnehmern hier in Paris war, ist aufgrund der unterschiedlichen Angaben in den Quellen unklar